# Dąbrówka Pruska
Dąbrówka Pruska (deutsch Preußisch Damerau) ist ein Dorf in der Landgemeinde (Gmina) Mikołajki Pomorskie (Niklaskirchen) im Powiat Sztumski (Stuhmer Kreis) der polnischen Woiwodschaft Pommern.

## Geographische Lage
Das Dorf liegt im ehemaligen Westpreußen, etwa zehn Kilometer südöstlich von Stuhm (Sztum), 18 Kilometer westsüdwestlich von Christburg (Dzierzgoń) und 2½ Kilometer südwestlich von Carpangen (bis 1908 Czerpienten, poln. Cierpięta).

## Geschichte

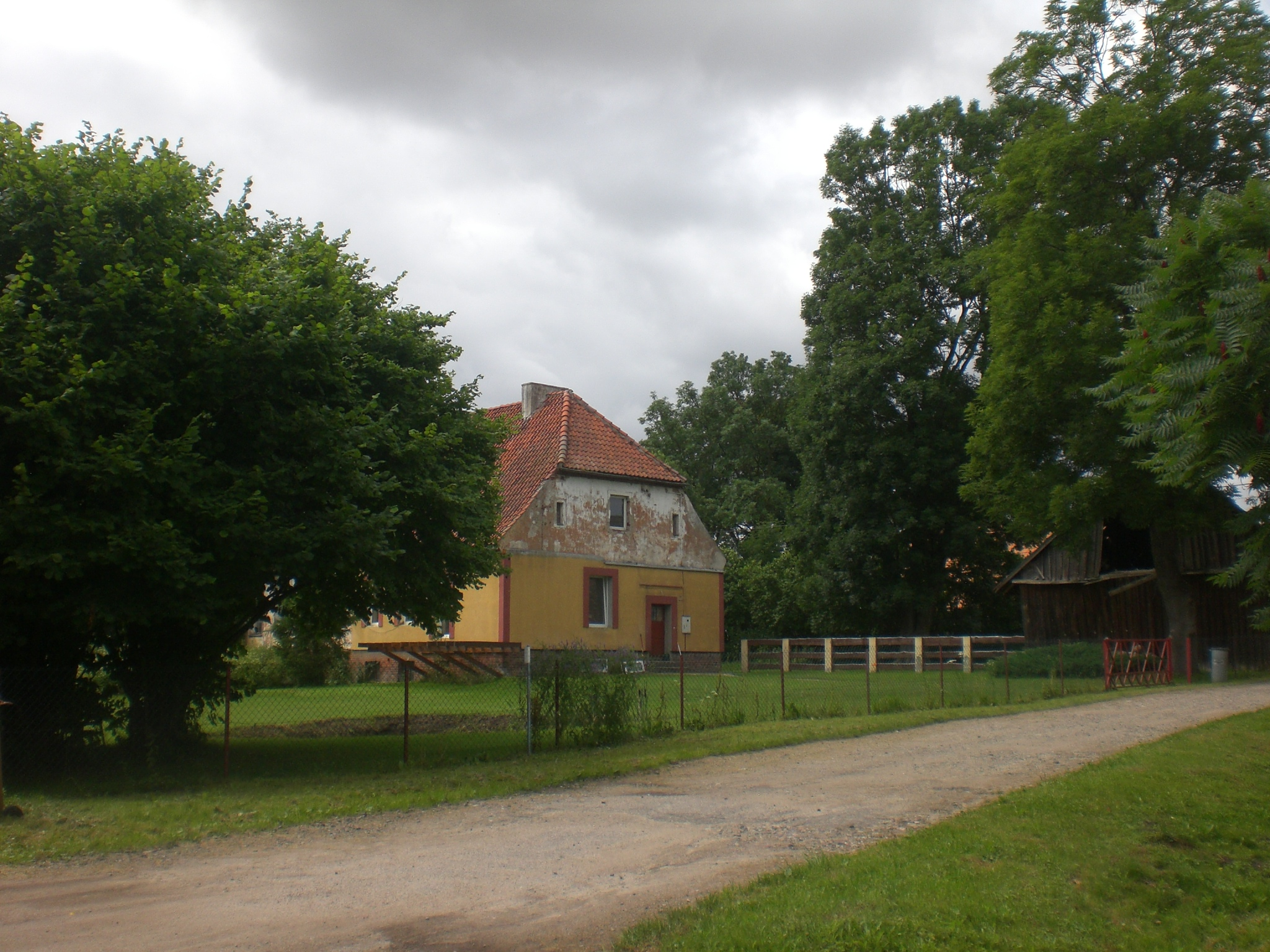
Wohngebäude im Dorf (Juli 2022)

Ältere Ortsbezeichnungen sind Eyck (1437), Preusche Dameraw (1474), Prewsche Dameraw (1516) und Dąbrowka Pruska (1695).  Das Wort damerau hat in der Sprache der Pruzzen die Bedeutung von Eiche.
Im Jahr 1536 besaßen Adrian Schmoltz-Michorowski und Lorenz Gross von Mirahnen das Dorf, 1604 wird als Besitzer Jacob von Witkopf genannt. Ein Vorwerk, das sich später hier befunden hatte, wurde parzelliert, und ein Überrest von 18 Morgen wurde 1725 mit Kaschuben aus der Tucheler Heide
besetzt.
Im Jahr 1945 gehörte die Landgemeinde Preußisch Damerau zum Landkreis Stuhm im Regierungsbezirk Marienwerder im Reichsgau Danzig-Westpreußen des Deutschen Reichs. Preußisch Damerau war dem Amtsbezirk Carpangen zugeordnet.
Im Januar 1945 wurde Preußisch Damerau von der Roten Armee besetzt. Nach Beendigung der Kampfhandlungen wurde die Region seitens der sowjetischen Besatzungsmacht zusammen mit ganz Hinterpommern und der südlichen Hälfte Ostpreußens – militärische Sperrgebiete ausgenommen – der Volksrepublik Polen zur Verwaltung überlassen. Es wanderten nun Polen zu. Preußisch Damerau wurde unter der polnischen Ortsbezeichnung „Dąbrówka Pruska“ verwaltet. Die einheimische deutsche Bevölkerung wurde mit wenigen Ausnahmen von der polnischen Administration aus Preußisch Damerau vertrieben.

### Demographie
| Jahr | Einwohner | Anmerkungen                                                                                           |
| ---- | --------- | --- |
| 1783 | –         | königliches Dorf, Amt Stuhm, 17 Feuerstellen (Haushaltungen), in Westpreußen                          |
| 1818 | 75        | königliches Dorf, Amt Stuhm                                                                           |
| 1864 | 83        | Dorf, davon 26 Evangelische und 57 Katholiken                                                         |
| 1910 | 141       | am 1. Dezember, davon vier Evangelische und 137 Katholiken; 134 Personen mit polnischer Muttersprache |
| 1933 | 165       | [ 7 ]                                                                                                 |
| 1939 | 129       | [ 7 ]                                                                                                 |

## Kirche
Die Protestanten der hier bis 1945 anwesenden Dorfbevölkerung gehörten zur evangelischen Pfarrei Groß Rohdau.